# Daniel Widing
Daniel Widing, född 13 april 1982 i Gävle, är en svensk tidigare ishockeyspelare som spelat för bl.a. Djurgårdens IF i SHL. 
Widing debuterade säsongen 2000–01 i Leksands IF och har även spelat i Lahti Pelicans och TPS Åbo i finländska FM-ligan samt för Milwaukee Admirals i AHL.
Under JVM 2001 gjorde Widing fem poäng under sju matcher. Våren 2008, efter en framgångsrik säsong i Brynäs IF, blev Widing uttagen i VM-truppen. Widing skrev 2010 på ett ettårskontrakt med Djurgårdens IF men lämnade klubben efter en säsong för att återvända till Brynäs.

## Klubbar
- Leksands IF, Elitserien (1999–2003)
- Pelicans, FM-ligan (2003–2005)
- TPS, FM-ligan (2005–2006)
- Milwaukee Admirals, AHL (2006–2007)
- Brynäs IF, Elitserien (2005–2009, 2011–2013)
- HC Davos, NLA (2009–2010)
- Djurgårdens IF, Elitserien (2010–2011)
- Esbo Blues, FM-ligan (2013–2014)
- Skellefteå AIK, SHL (2014–2015)
- Grizzly Adams Wolfsburg, DEL (2015–2016)
- Rögle BK, SHL (2016–2018)
- Djurgårdens IF, SHL (2018–2018)
- Rögle BK, SHL (2018-2019)
- Luleå hockey, SHL (2019-2019)